# Voar como a Águia
Voar como a Águia é o sexto álbum da cantora Alda Célia e o primeiro com captação ao vivo, lançado em  2001 pela gravadora MK Music, foi produzido por Kleber Lucas.
Voar como a Águia recebeu a certificação de ouro pela Associação Brasileira de Produtores de Discos (ABPD). Porém estima-se que tenha ultrapassado a marca de 250 mil cópias vendidas de acordo com as tiragens acumuladas, o que lhe renderia um certificado de Platina.
Em 2015, foi considerado, por vários historiadores, músicos e jornalistas, como o 81º maior álbum da música cristã brasileira, em uma publicação.
A obra foi um marco na carreira da artista que ficou em evidência nas rádios e igrejas por muito tempo com a canção título "Voar Como a Águia", que se tornou um grande clássico de seu ministério. 
Também se destacam as canções "Sopra, Espírito de Deus", que recebeu um vídeo clipe junto à faixa título, "Mulher, Por Que Chorar?", "Poder da Oração" e "Glória ao Altíssimo".
No geral o álbum versa sobre a liberdade de adoração e temas variados.

## Faixas
| Número da Faixa | Nome da Faixa              | Duração |
| --------------- | -------------------------- | ------- |
| 1               | Óleo de Alegria            | 03:28   |
| 2               | Sonhando os sonhos de Deus | 03:08   |
| 3               | Glória ao Altíssimo        | 03:53   |
| 4               | Sopra, Espírito de Deus    | 04:33   |
| 5               | Voar como a Águia          | 04:50   |
| 6               | Rei Consolador             | 04:04   |
| 7               | Eu me Arrependo            | 04:26   |
| 8               | Hinêh ni Adonai            | 04:16   |
| 9               | Deus é bom                 | 03:15   |
| 10              | Amigo Querido              | 03:41   |
| 11              | Mulher, por que Chorar?    | 04:48   |
| 12              | Poder da Oração            | 03:49   |

Todas as músicas são de autoria de Alda Célia

## Clipes
- Sopra, Espírito de Deus
- Voar Como a Aguia

## Ficha Técnica
- Produção Musical: Kleber Lucas
- Gravado ao vivo na Comunidade Sara Nossa Terra, Barra da Tijuca - RJ
- Bateria: Pingo
- Baixo: Estêvão
- Teclados e Synth: Daniel
- Guitarras e Violões: André
- Vocais: Betânia Lima, Roberta Lima, Rosana Olicar, Marquinhos Menezes, Robson Olicar e Wagner Mocasy